# Ammothella spinifera
Ammothella spinifera är en havsspindelart som beskrevs av Cole, L.J. 1904. Ammothella spinifera ingår i släktet Ammothella och familjen Ammotheidae. Inga underarter finns listade i Catalogue of Life.